# Euzko Gaztedi
Euzko Gaztedi (EGI) (in baskischer Sprache: Baskische Jugendbewegung) ist der Jugend-Flügel der Eusko Alderdi Jeltzalea/Partido Nacionalista Vasco (EAJ/PNV). Sie ist vor allem im Baskenland und hier in der Autonomen Baskischen Gemeinschaft Navarra und im nördlichen Baskenland verbreitet.

## Ziele
Gemäß ihrer Satzung definiert sie sich selbst als eine baskische Organisation, die auf demokratischem, pluralistischen, partizipatorischem Wege die Unabhängigkeit erreichen wollen und einen Rahmen von Respekt für die Identität der Völker und der Menschenrechte schaffen möchten.

## Unterorganisationen
Zu den Unterorganisationen der EGI zählen noch andere Verbände:
- Lurgorri Ikasle Elkartea, AStA.
- Gogorregi Konpartsa in Bilbao
- Gaztetxoak, Freizeit-Gruppe.
- Ausartu euskaraz, kulturelle Gruppe zur Förderung der Baskische Sprache

## Ehemalige Mitglieder der EGI

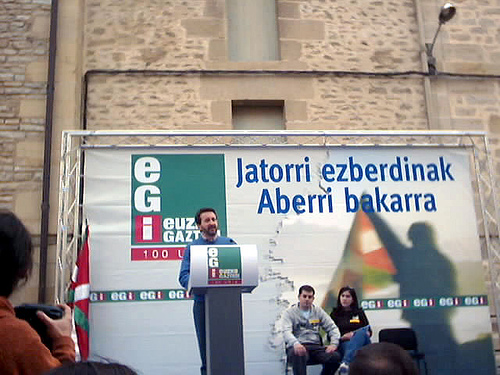
Imaz bei einer EGI-Rede

- Josu Jon Imaz
- Jon Idigoras